# 3990 Heimdal
3990 Heimdal је астероид чија средња удаљеност од Сунца износи 3,942 астрономских јединица (АЈ).
Апсолутна магнитуда астероида је 10,4.